# Estadio Enrique Mendizábal
El Enrique Mendizábal es un estadio de fútbol perteneciente al Club Atlético Sporting, ubicado en la ciudad de Punta Alta, provincia de Buenos Aires, Argentina.
La construcción del estadio comenzó en el año 1932, cuando se logró acceder a la tenencia de unos terrenos ubicados donde actualmente se encuentra el estadio, en la calle Mitre y Saenz Peña, de la localidad cabecera del distrito, Punta Alta.
Unos años más tarde, en 1936, comenzó la construcción de lo que es un ícono para el hincha rojinegro, la denominada tribuna local ‘La visera’.
En este estadio, se disputan los partidos de fútbol los cuales Sporting participa, o aquellos los cuales la Liga del Sur solicite que se jueguen en el mismo.
Junto al  estadio de Rosario Puerto Belgrano, son los dos únicos estadios de la ciudad de Punta Alta

## Historia
Antes de fundarse Sporting, los jugadores del club en formación jugaban al fútbol en un baldío que estaba ubicado frente a la Casona Mendizábal, el lugar exacto era la esquina de Brown y 9 de Julio, a metros donde se fundó el club.
La primera cancha “oficial” de Sporting fue inaugurada en 1927, y estaba ubicado en las inmediaciones de la estación del Ferrocarril Sud, sobre calle Colón entre Rosales y Urquiza, para finalmente en 1930 mudar la cancha a un predio cercano que pertenecía a la Base Naval, entre las vías de los Ferrocarriles Sud y Rosario a Puerto Belgrano, a la altura de las calles Mitre y Luiggi.
Cuando el Club Sporting logra el ascenso a primera división en 1932, debió abandonar dichos terrenos de la base, y es a partir de aquí en donde se comienza a gestar la construcción del estadio actual. Durante este período, aparece “don Pío Rossi”, el cual le ofreció al club una manzana en las calles Mitre y Saenz Peña a un precio sumamente accesible y tan ventajoso que el club podría pagarlo cómodamente.

## Construcción
Una vez los terrenos, comenzó la construcción del estadio. En 1934, la comisión directiva del club dio luz verde para el comienzo de las obras, las cuales estuvieron en manos de los socios fundadores del club y los primeros simpatizantes del mismo.
En 1936, comenzó la construcción de la tribuna popular ´La Visera´, acompañado a esto se cambió la orientación del campo del juego. Además, se planeó construir canchas de tenis, pelota y basquetbol, algo que los socios le reclaman al club que por ese entonces se dedicaba casi exclusivamente al fútbol.

## Inauguración
Tras la construcción de la tribuna ‘La Visera’, se decidió hacer la inauguración. En el transcurso de los actos protocolares de la misma, se realizó el izado de una bandera confeccionada por la Comisión de Damas del club, la realización de dos partidos de tenis en la que se midieron representantes de Sporting y del Punta Alta Tenis Club y luego un partido de baste entre dos formaciones rojinegras y del club Defensores Puntalteneses.
Además, se realzó un partido inaugural. El mismo tuvo como protagonistas a Sporting y Blanco y Negro de Coronel Suárez.

## Reformas
En 1962, se construyó la tribuna "Del Mural", a espaldas de calle Estrada, donde se ubican los simpatizantes del club rival de ese encuentro de Sporting. En el año 2014, en esa tribuna con pintura blanca se colocó el nombre del club, Sporting.
En 1991, a pedido de la Liga del Sur por la nueva reglamentación, se sembró césped en sus terrenos de juego. La inauguración oficial del terreno de juego con el verde césped se produjo en 1992 con la visita de la tercera división de Boca Juniors.
En 2004,  se construyó la tribuna de calle Mitre que lleva el nombre de "Lulo", hincha del club el cual falleció durante la construcción.

### Proyecto Centenario
El 25 de mayo del año 2018, quedó oficializada formalmente la Agrupación Proyecto Centenario. En ella, participaron más de 100 hinchas y dieron su conformidad y aprobación para el inicio del proyecto de remodelación y ampliación del estadio Enrique Mendizabal.
El proyecto consta de una donación mensual de dinero de los hinchas hasta el 25 de febrero de 2025, año el cual se cumplirían 100 años de la fundación del Club.
En esta remodelación del estadio, se ampliará la cantidad de tribunas y capacidad de personas, abran palcos e iluminaria led. 
En 2020, comenzaron las obras. Se construyeron 5 módulos que darán forma a la nueva tribuna visitante, la que se emplazará en el acceso por calle Estrada. Esta tribuna aumentará la capacidad en 2000 personas.

## Nombre del Estadio
El estadio lleva el nombre de Enrique Mendizábal, unos de los primeros impulsores de la conformación del club.
En 1991 hubo un acto muy emotivo. En agradecimiento a la presencia en el club y por ser el principal impulsor del mismo, la comisión directiva del club la cual presidía Alfredo Sánchez decidió bautizar el estadio de Sporting como “Enrique Mendizábal”. Fue el homenaje en vida más importante que ha logrado brindar el club en su historia.

## Sede del Club Atlético Sporting
En el mismo predio, se encuentra la sede del club, ubicada en la Saenz Peña 537. Fue construida en la década del 70, y durante los años siguientes sufrió distintas reformas.
Cuenta con un salón de reuniones, cabinas de transmisión, quincho lindante, la oficia de presidencia y baños.

## Datos principales
- Inauguración: 9 de julio de 1938.
- Ubicación: el estadio se encuentra ubicado en la manzana compuesta por las calles Saenz Peña, Mitre y Estrada.
- Capacidad: 12.000 espectadores.
- Dimensiones: 105 m × 74 m
- Iluminación: No cuenta. Se espera adquirirlos con el 'Proyecto Centenario'.
- Riego: por aspersión.
- Cómo llegar: Desde la Plaza Belgrano ubicada en el centro de la ciudad de Punta Alta por la calle Rivadavia, 7 cuadras. Desde el ingreso a la ciudad por la Avenida Colón (Ruta 229) hasta la calle Rivadavia, desde esta calle 13 cuadras.
- Teléfono: (02932) 421607